# Ritesh Thapa
Ritesh Thapa (Itahari
, 2 de novembro de 1984) é um futebolista nepalês. Atua como goleiro no Nepal Police Club desde 2004.

## Títulos
- Martyr's Memorial A-Division League: 2006, 2007, 2010–11 <
- Nepal National League: 2011–12